# 코세라
코세라(영어: Coursera)는 미국의 교육 및 기술 회사이다. 2012년 2월, 시험 운영을 하였고 당해 4월 공식적으로 운영하였다.
2018년 6월 기준으로, 3,300만여 명의 회원이 등록했으며 2,400여개의 코스를 제공하고 있다.

## 설립
스탠포드 대학교의 컴퓨터 공학 교수 앤드류 응(Andrew Ng)과 대프니 콜러(Daphne Koller)가 비싼 등록금을 내지 못하거나, 교육의 기회를 가질 수 없는 사람들을 위하여 자유로운 온라인 강의 사이트를 설립하였다. 이들 강의에는 다양한 여러 대학교들의 교수들이 참여하고 있다.

## 협력대학
2016년 3월 31일 현재 강의를 이 사이트를 통해 제공하고 있는 대학은 맨체스터대, 듀크대, 스탠포트대, 런던대, 캘리포니아대(어바인), 연세대, 브라운대, 펜실베니아주립대, 취히리대, 상파울루대, 칼텍, 북경대, 라이스대, 예일대, 시드니대, 존스홉킨스대, 보코니대 등이 있다. (https://www.coursera.org/about/partners)

## 강의
대부분의 강의는 4주에서 10주 동안 온라인을 통해 진행된다. 강의에는 퀴즈, 주별 과제, 동료 평가, 시험이 포함되며, 결과에 따라, 수료여부가 결정된다.
수강할 수 있는 강의 분야로는 예술, 인문학, 경영, 컴퓨터공학, 수학, 언어, 생명공학, 자연과학, 자기계발이 있다.